# Georg Dröscher

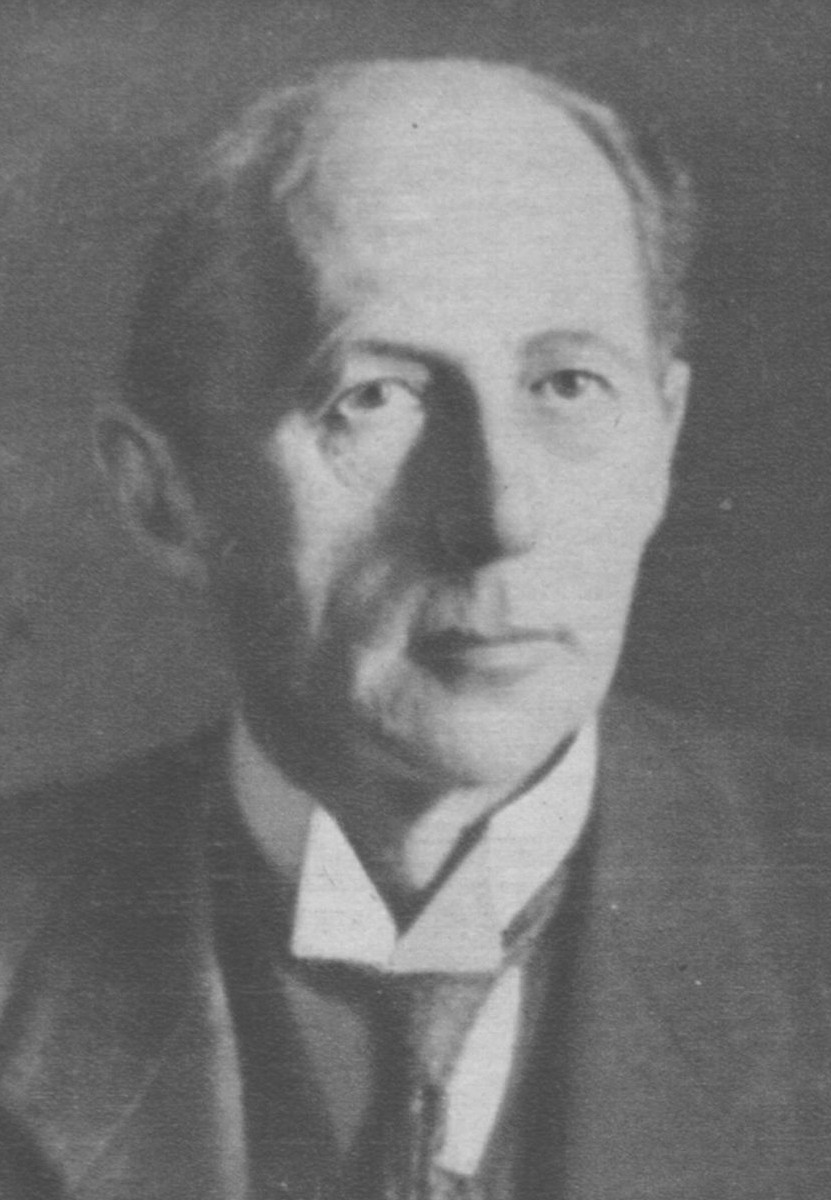
Georg Dröscher (1918)

Georg Dröscher, geboren als Georg Friedrich Bruno Gustav Droescher (* 17. September 1854 in Puschkau, Landkreis Schweidnitz, Schlesien; † 1945) war ein deutscher Theaterschauspieler, -leiter, Opernregisseur, Übersetzer und Autor. Als Darsteller spielte er u. a. am Großherzoglichen Hoftheater Oldenburg (1885–1896), dessen Ehrenmitglied er wurde. Danach leitete er das Belle-Alliance-Theater in Berlin und war Oberregisseur an der Königlichen Oper Unter den Linden (1899–1917), 1918/19 war er dort kurzzeitig Operndirektor. Von 1929 bis 1939 leitete er das Theatermuseum Berlin. 

## Leben
Dröscher, der Sohn eines Landwirts bzw. Wirtschaftsdirektors, absolvierte zunächst von 1865 bis 1874 das Gymnasium in Schweidnitz und studierte danach vier Semester Jurisprudenz in Breslau und Leipzig. Während seines Studiums wurde er 1874 Mitglied der Leipziger Burschenschaft Germania. Das Studium brach er jedoch 1876 wegen seiner Neigung zum Theater ab. Er schloss sich einer kleinen schlesischen Schmiere an, die auf Teilung spielte. Als „Knecht Conrad“ in Rudolf Kneisels Die Lieder des Musikanten betrat er zum ersten Mal die Bühne. Dramatischen Unterricht nahm er bei Heinrich Oberländer.

### Schauspielkarriere
Nachdem er auf mehreren kleinen Bühnen tätig gewesen war, kam er 1876 nach Görlitz, von dort nach Bremen 1879 (Antrittsrolle „Horatio“ im Hamlet), hierauf nach Hannover 1880 (Antrittsrolle „Leopold“ in Emile Augiers Haus Fourchambault), hierauf nach Sigmaringen (Antrittsrolle „Don Cäsar“ in Die Braut von Messina). Dann finden wir ihn in Mannheim (Antrittsrolle „Loris Ipanoff“ in Victorien Sardous Fédora), von wo er einem Rufe ans Oldenburger Hoftheater Folge leistete (Antrittsrolle „Buyk“ im Egmont). Dort fand er nicht nur als Künstler unbedingte Anerkennung, sondern betätigte sich auch als Oberregisseur und artistischer Leiter. Bei seinem Scheiden von dieser Kunststätte, an der er von 1885 bis 1896 wirkte, ernannte Großherzog Peter II. ihn in Anerkennung seiner Verdienste zum Ehrenmitglied des Hoftheaters.
Als Bonvivant und Konversationsliebhaber erwarb sich Dröscher den Namen eines gewandten und denkenden Schauspielers. Zu seinen besten Rollen zählten laut Ludwig Eisenbergs Großem biographischen Lexikon der Deutschen Bühne im XIX. Jahrhundert: „Conrad Bolz“ in Gustav Freytags Komödie Die Journalisten, die Titelfigur in Freytags Drama Graf Waldemar, „Reif-Reiflingen“ in Gustav von Mosers gleichnamigem Schwank, „Prunelles“ in Victorien Sardous Lustspiel Cyprienne, „Mercutio“ in Romeo und Julia, „Clavigo“, „Don Cäsar“ sowie der „Erste Jäger“ in Wallensteins Lager.

### Regisseur und Theaterdirektor
1896 engagierte ihn Ludwig Barnay an das Berliner Theater in der Charlottenstraße als Oberregisseur. Dort trat er aber auch als Darsteller auf (Antrittsrolle „Prosper“ in Sardous Lustspiel Der letzte Brief). 1897 pachtete Dröscher das Belle-Alliance-Theater, seine Direktionszeit dort war vom 1. November 1897 bis zum 26. Januar 1899. Am 30. April 1899 trat er im Belle-Alliance-Theater als „Bolz“ zum letzten Mal als Darsteller vor das Publikum.
Bolko von Hochberg, General-Intendant der königlichen Schauspiele in Berlin, bot ihm 1899 die Position als Oberregisseur der Königlichen Oper an. So musste er nicht mehr das wirtschaftliche Risiko eines Privattheaters tragen. Die Hofbühnen befriedigten ihn finanziell, künstlerisch musste er sich jedoch dem konservativen Geschmack der einflussreichen Hofpartei anpassen. Als ihm 1906 die Direktion der Oper Leipzig angeboten wurde, lehnte er aus finanziellen Gründen ab und blieb in Berlin. Nach Barnays Ausscheiden 1908 wurde er – zusätzlich zu seinen Aufgaben an der Oper – vorübergehend künstlerischer Direktor des Schauspielhauses. Daneben war er auch als Autor, Übersetzer und Librettist tätig.
Nachdem Georg von Hülsen-Haeseler die Generalintendanz der königlichen Theater übernommen hatte, bat Dröscher im November 1915 um Ablösung durch einen jüngeren Kollegen (Dröscher war zu diesem Zeitpunkt 62 Jahre alt). Sein Vertrag wurde darum zum Jahr 1917 aufgelöst. Er erhielt einen Pensionsanspruch von 4.900 Mark pro Jahr, der ihm vom zuständigen Minister auf 4.800 Mark (inflationsbereinigt ca. 23.400 Euro) gekürzt wurde mit der gleichzeitigen Auflage, eine Berufstätigkeit nachzuweisen. Er verabschiedete sich deshalb zwar vom Bühnenpersonal, war danach aber weiterhin für die Königlichen Theater tätig. Dröscher nutzte die Zeit und schrieb eine Dissertation über die Lustspiele Gustav Freytags, mit der er 1918/19 an der Friedrich-Wilhelms-Universität Berlin promovierte.
Als im Zuge der Novemberrevolution 1918 die Hofbühnen zu Staatstheatern umgewandelt wurden, wählte das Opernpersonal auf einer Vollversammlung am 19. November 1918 Dröscher neben Richard Strauss zum künstlerischen Leiter der Oper Unter den Linden. Strauss hatte jedoch kein Interesse, die Direktion mit Dröscher zu teilen. Er urteilte in einem Brief an seine Frau: „Droescher hat keine[n] Schneid“. Zudem stellten zwei der prominentesten Darsteller der Oper – die Primadonna Barbara Kemp und der erste Tenor Alexander Kirchner – Dröschers Autorität wiederholt in Frage und beriefen sich auf die neuen, demokratischen Verhältnisse. Mit der Berufung Max von Schillings’, eines persönlichen Freundes von Strauss, wurde Dröscher bereits im Juni 1919 wieder abgelöst.

### Leiter von Bibliothek und Museum
1919 wurde ihm sein Beamtenstatus entzogen, seine Pension erhielt auf Grund eines privatrechtlichen Vertrages, dieser endete jedoch 1924. Da er sich nunmehr in einer finanziell bedrohlichen Lage befand, bot man ihm eine Tätigkeit ab 1. März 1923 im Archiv des Theaters an. Seine tägliche Arbeitszeit betrug vier Stunden. Die Neuordnung des Archivs schloss Dröscher 1927 ab. Zusätzlich übernahm er am 1. März 1925 die Aufgabe der Aufarbeitung und Katalogisierung der Theaterbibliothek, die damals 40.000 Bücher, 10.000 kleinere Schriften, 3.000 Handschriften und 3.000 Musikalien umfasste. Hier schuf Dröscher erstmals eine Organisationsstruktur, die modernen Ansprüchen entsprach.
Die Generalintendanz beauftragte Dröscher 1927 mit der Vorbereitung der Deutschen Theaterausstellung in Magdeburg. Im Jahr darauf wurde er mit vorbereitenden Arbeiten zur Einrichtung des Berliner Theatermuseums betraut, das 1929 eröffnete. Anschließend oblag ihm zugleich die Leitung der Theaterbibliothek und des Theatermuseums, wo er selbst – ohne Hilfskräfte – für die Betreuung der ständig wachsenden Sammlung sowie der Besucher und für die Öffentlichkeitsarbeit zuständig war. Bereits anlässlich des Umzugs des Theatermuseums in das Berliner Schloss 1937 bat Dröscher um eine Entbindung von seinen Pflichten. Er schied aber erst 1939 – mit fast 85 Jahren – aus dem Dienst. Die Leitung der Bibliothek übergab er an Julius Kapp, die des Museums an Rolf Badenhausen.
1881 heiratete er die Schauspielerin Auguste Reinecke (* 1858 Hannover). Die gemeinsame Tochter Eleonore (* 1889 Oldenburg;  † 1970 Rosenheim) wurde Schauspielerin und heiratete 1932 in zweiter Ehe den Astrophysiker Rolf Müller.

## Werke
- Aus zweiter Ehe! Schauspiel in 4 Aufzügen (1884)
- Der Roland von Berlin; [Textbuch] Oper von Ruggero Leoncavallo. Übersetzung und Neubearbeitung aus dem Italienischen (1904)[13]
- Der Satansweg. Komische Oper in 2 Akten; [Textbuch] / Musik von François-Adrien Boieldieu. Übersetzung und Neubearbeitung aus dem Französischen (1913)
- Gustav Freytag in seinen Lustspielen. Dissertation, Friedrich-Wilhelms-Universität zu Berlin (1919)
- Der Schinkelbau. Hundert Jahre Schauspielhaus. Festschrift zum 26. Mai 1921 (1921)
- Die vormals Königlichen, jetzt Preußischen Staatstheater zu Berlin. Statistischer Rückblick auf die künstlerische Tätigkeit und die Personalverhältnisse während der Zeit vom 1. Januar 1886 bis 31. Dezember 1935 : ein theatergeschichtliches Nachschlagebuch. Elsner, Berlin 1936.

## Auszeichnungen
- Ritterorden der hl. Mauritius und Lazarus
- Orden vom Zähringer Löwen, Ritterkreuz II. Klasse
- Medaille für Verdienste um die Kunst in Gold
- Roter Adlerorden, 4. Klasse
- Greifenorden
- Ritterkreuz Sachsen-Coburg-Gotha
- Komt. d. Fürstl. O. v. Monaco
- Ehrenmitglied des Großherzoglichen Hoftheaters in Oldenburg